# Paraphalaenopsis laycockii
Paraphalaenopsis laycockii är en orkidéart som först beskrevs av Murray Ross Henderson, och fick sitt nu gällande namn av Alex Drum Hawkes. Paraphalaenopsis laycockii ingår i släktet Paraphalaenopsis och familjen orkidéer. Inga underarter finns listade i Catalogue of Life.